# Les Poseuses
Les Poseuses est un tableau de Georges Seurat peint entre 1886 et 1888 et conservé à la Fondation Barnes, Philadelphie.

## Description
Ce tableau, la troisième des six œuvres majeures de Seurat, est une réponse aux critiques qui reprochaient à la technique de Seurat d’être froide, de ne pouvoir représenter la vie. Ainsi, l’artiste propose un nu, le même modèle étant représenté trois fois dans des poses d'atelier. Ces poses ont été peintes individuellement en 1887, sous forme d'huiles sur bois respectivement intitulées Poseuse de face, Poseuse de profil et Poseuse de dos. Sur la gauche figure une partie du tableau Un dimanche après-midi à l'île de la Grande Jatte.
Il existe une seconde version de cette œuvre, de moindres dimensions, plus « conforme » à la technique de chromo-luminarisme que Seurat avait inventée, et plus affectionnée des spécialistes de Seurat (elle fait ainsi la couverture du catalogue de l'exposition Seurat de 1991, au Metropolitan Museum of Art, par Robert L. Herbert). Le tableau a appartenu au marchand Heinz Berggruen puis a fait partie de la collection Paul Allen. Lors de la vente aux enchères de cette dernière en 2022, le tableau est revendu 149 millions de dollars. 
En 1947, à la vente de la collection Félix Fénéon, découvreur de Seurat, l'État s'est porté acquéreur des trois huiles sur bois ayant servi pour la réalisation des Poseuses. Elle sont conservées au musée d'Orsay.